# Guepiniopsis suecica
Guepiniopsis buccina ist ein Ständerpilz aus der Familie der Gallerttränenverwandten (Dacrymycetaceae). Sie lebt saprobiontisch an toten Ästen und Zweigen von Nadelbäumen. Die gelatinösen, kissenförmigen Fruchtkörper erscheinen im Frühjahr und Sommer. Die Art wurde bislang in verschiedenen europäischen Ländern gefunden.

## Merkmale

### Makroskopische Merkmale
Guepiniopsis suecica besitzt zunächst kissen- oder pustelförmige Fruchtkörper, die mit zunehmendem Alter konvex werden. Sie sind 3–8 mm breit und 1,5–3 mm hoch. In frischem Zustand sind sie leuchtend zitronengelb und glatt, nach einigen Tagen des Trocknens werden sie wellig-faltig und der Rand bekommt Kerben. Die Konsistenz der Fruchtkörpertextur ist fest gallertartig. In der Regel wachsen sie in Gruppen zu fünft oder zu sechst.

### Mikroskopische Merkmale
Die Hyphen von Guepiniopsis suecica verfügen über Schnallen. Die Sporen und Septen der Art sind dünnwandig; die Sporen werden 6–7 µm breit und weisen keine Längssepten auf.

## Artabgrenzung
Junge Exemplare von G. suecica ähneln äußerlich stark den nah verwandten Arten G. chrysocoma und G. alpina. Sie können aber nur mikroskopisch eindeutig voneinander unterschieden werden.

## Ökologie
Guepiniopsis buccina ist ein Saprobiont, der auf Totholz zu finden ist. Die Art bevorzugt die Zweige von Kiefern (Pinus spp.) als Substrat.

## Verbreitung
Guepiniopsis suecica ist bislang nur aus Europa bekannt. Dort wurde die Art im westschwedischen Uppland (ihrer Typuslokalität), im deutschen Schwarzwald und im österreichischen Nordtirol gefunden. Sie gilt insgesamt als sehr selten und wurde erst 1973 beschrieben.

## Quelle
- German Josef Krieglsteiner (Hrsg.): Die Großpilze Baden-Württembergs. Band 1: Allgemeiner Teil. Ständerpilze: Gallert-, Rinden-, Stachel- und Porenpilze. Ulmer, Stuttgart 2000, ISBN 3-8001-3528-0.